# ترانه (فیلم ۲۰۱۴)
«ترانه» (انگلیسی: The Song) یک فیلم آمریکایی در سبک رمانتیک است که در سال ۲۰۱۴ منتشر شد.

## موضوع فیلم
خواننده، ترانه سرایی به نام «جد کینگ» وقتی یک آهنگ برای همسرش می‌نویسد، اطرافیانش او را به سوی ستاره شدن سوق می‌دهند.